# Camargoia pilicornis
Camargoia pilicornis, popularmente conhecida como mombuca-vermelha ou abelha-sem-ferrão, é uma espécie de abelha da subfamília dos meliponíneos (Meliponinae), endêmica do Brasil. Foi descrita por Adolpho Ducke em 1910.

## Nome
O nome popular abelha-sem-ferrão, que se comporta como sinônimo de abelha-da-terra, é comum de algumas espécies de meliponíneos. Mombuca, também registrado como mumbuca, mombucão ou mumbucão, deriva do tupi mu'mbuka como nome comum de abelhas da família dos meliponídeos.

## Taxonomia e sistemática
Camargoia pilicornis foi descrita por Adolpho Ducke em 1910 e sua localidade-tipo informada é o município de Codó, no estado do Maranhão. Faz parte da família dos apídeos (Apidae) e da subfamília dos meliponíneos (Meliponinae). O gênero Camargoia foi originalmente interpretado como subgênero de Ptilotrigona até sua eventual elevação como gênero em 1989. Nas hipóteses filogenéticas propostas por Camargo e Pedro (1992b), Camargoia está inserida num clado derivado da chamada linha Trigona ou linha Tetragonisca–Tetragona. Nesse agrupamento, aparece ao lado dos gêneros Tetragona, Ptilotrigona, Geotrigona, Frieseomelitta, Duckeola, Trichotrigona, Oxytrigona e Cephalotrigona, tendo como grupo-irmão o gênero Trigona (estrito senso). Num nível mais basal dentro da filogenia, encontram-se Tetragonisca e alguns gêneros da região indo-malaia.

## Descrição
Camargoia pilicornis apresenta comprimento total aproximado de 7,47 milímetros, com a asa anterior medindo 7,70 milímetros desde o ápice do esclerito costal e a largura máxima da cabeça alcançando 2,94 milímetros. O segundo segmento metassomático tem 1,84 milímetro de comprimento, conforme registrado em um exemplar proveniente de Imperatriz, no Maranhão. Para o espécime-tipo de Codó, Ducke relatou as seguintes medidas: comprimento corporal de 6,5 milímetros e largura do encosto de 2,25 milímetros. As espécies do gênero Camargoia têm tegumento liso e polido, com manchas amarelas localizadas na cabeça e no tórax. A pubescência é discreta, com presença de cerdas eretas no clípeo, enquanto os olhos compostos não apresentam pilosidade visível. A cabeça é proporcionalmente mais larga que o tórax, com uma face de formato típico: a interorbital máxima equivale aproximadamente ao comprimento do olho, as órbitas internas são fracamente sinuosas e a tangente alveolar superior situa-se pouco acima da metade da face. A distância interalveolar é um pouco maior que a metade da distância entre o olho e o alvéolo. A porção superior da fronte é levemente aplanada, com uma curta carena frontal afastada do ocelo médio por cerca de dois diâmetros ocelar.
O clípeo é levemente arqueado, com comprimento equivalente a dois terços de sua largura, e apresenta a sutura epistomal com os lados suavemente encurvados para dentro. O canto inferior do clípeo fica a uma distância um pouco menor que o diâmetro do segundo flagelômero em relação à órbita ocular. As mandíbulas são bidentadas, com dentes relativamente grandes. O labro é moderadamente abaulado, e a área malar mede cerca de quatro quintos do diâmetro do segundo flagelômero. De perfil, a gena é mais estreita que o olho. O vértice é quase reto ao nível da tangente orbital superior, podendo ter ou não uma carena atrás dos ocelos; não há carena pré-occipital, e o bordo posterior da cabeça é fortemente procurvado, afastado dos ocelos laterais por aproximadamente um diâmetro ocelar. A distância entre os ocelos laterais é praticamente igual à distância ocelorbital ou a dois diâmetros do ocelo médio. O escapo é igual ou ligeiramente mais longo que a distância entre o alvéolo e o ocelo lateral, atingindo o topo do vértice. O segundo flagelômero é claramente mais longo que o primeiro e semelhante ao terceiro.
As asas anteriores são muito longas, ultrapassando consideravelmente o ápice do metassoma. O pterostigma é moderadamente grande, um pouco mais largo que o segundo flagelômero e cerca de quatro vezes mais longo que este; o parastigma é mais curto que a largura do pterostigma. A célula marginal tem formato lanceolado, com comprimento aproximadamente quatro vezes a largura e quase fechada no ápice. A venação da asa apresenta setor radial forte até o ápice, bifurcação entre a nervura medial e cubital levemente anterior à cubital anal, ângulo submarginal muito aberto e medial fortemente curvada na primeira medial-cubital. As células submarginais são praticamente ausentes, com Rs apenas sugerido na metade costal da primeira submarginal e a segunda apenas indicada por um leve sulco. A asa posterior possui venação normal, com seis a nove hâmulos, e lóbulo jugal medindo cerca de três sétimos da anal. A tíbia posterior (tíbia III) é alongada-clavada, com bordos distintos e cerdas corbiculares marginais, intercaladas com pilosidade plumosa no bordo posterior. A corbícula é pouco côncava, ocupando aproximadamente a metade distal da tíbia, com elevação interna densamente pilosa e muito mais estreita que a expansão posterior. O propódeo é bem desenvolvido e abaulado, com área basal lisa e pilosa, mas com uma faixa mediolongitudinal glabra - uma autapomorfia do gênero. O metassoma é mais estreito que o tórax, fortemente telescopável, com os três primeiros tergos polidos e o último amplamente arredondado.

## Distribuição e habitat
Camargoia pilicornis ocorre nos estados do Maranhão (Codó e Imperatriz) e Pará (Paragominas), sendo registrada nos biomas da Amazônia e Cerrado. Em termos hidrográficos, está presente nas sub-bacias do Gurupi, do Itapecuru e do Alto Tocantins. Ocorre na região de transição entre a Amazônia e o Cerrado, estando presente na porção oriental do domínio Amazônico. Aparentemente, é restrita a ambientes de matas úmidas localizadas no leste da Amazônia.

## Conservação
Em 2018, Camargoia pilicornis foi classificada com a rubrica de "Dados Insuficientes" (DD) no Livro Vermelho da Fauna Brasileira Ameaçada de Extinção do Instituto Chico Mendes de Conservação da Biodiversidade (ICMBio). Sua área de distribuição tem sofrido intenso processo de degradação ao longo das últimas décadas. Entre as principais perturbações estão a conversão dos ambientes naturais para atividades agrícolas, pecuárias e de silvicultura, além da exploração madeireira. Como resultado, grande parte da área de ocorrência da espécie encontra-se atualmente bastante descaracterizada. Por conseguinte, não há registros da espécie em áreas de conservação.